# Anna Veverková-Kettnerová
Anna Veverková-Kettnerová (rozená Kettnerová, 12. ledna 1869 Praha – 31. října 1960 Holoubkov) byla česká operní pěvkyně (sopranistka) pražského Národního divadla.

## Život
Narodila se v Praze. Po vychození základního vzdělání absolvovala pěveckou školu Františka Pivody, dále hodiny u pěvce Karla Čecha či hudebníka M. S. Angra.  
Roku 1892 vystoupila pohostinsky v divadle v Brně. Svého prvního vystoupení v pražském Národním divadle se pak dočkala 7. července 1894 na jevišti v roli Azuceny ve Verdiho opeře Trubadúr. V dalších letech zde pak vytvořila řadu velkých operních rolí: mj. Krasava (Libuše), Veruna (V studni), Ortruda, Vlasta (Šárka), Háta (Prodaná nevěsta), Loreta (Asrael), Amneris a další. Jejím manželem se stal operní pěvec Karel Veverka (1871–1945), rovněž člen zdejšího souboru. Angažmá v Národním divadle ukončili manželé Veverkovi společně roku 1901. Následujícího pak Anna působila v Norimberku, roku 1902 pak v Brně. Po neúspěšné snaze o získání angažmá ve Vídni pak opět krátce hostovala v Národním divadle, mj. v roli Káči (Čert a Káča) v roce 1904.   
Roku 1905 pak s manželem odešli do Německa, kde působili pod uměleckými jmény Anna a Karl Kettner, nejprve jako členové souboru opery v Düsseldorfu, následně pak v Brémách a nakonec v Elberfeldu (Wuppertal). V roku 1912 přijal Karel Veverka pozici ředitele městského divadla v Plzni, kde pak působil letech 1912–1919 a 1926–1931, Anna Veverková byla pak angažována ve zdejším operním souboru. Roku 1931 odešli oba manželé do důchodu.   
Kettnerová-Veverková zemřela 31. října 1960 v západočeském Holoubkově ve věku 91 let.